# Radegunda de Treviño
|  | Per a altres significats, vegeu «Radegunda». |

Radegunda de Treviño (Villamayor de Treviño, 1119 - Sordillos, Burgos, 1152) fou una eremita i pelegrina. És venerada com a santa per l'Església catòlica.

## Biografia
Hi ha poques dades, i molt contradictòries, sobre la seva vida; la Chrónica general del orden blanco de Bernardo de León n'és la font més completa. Diu que nasqué a Villamayor de Treviño cap al 1119, de família noble. Rebutjant el matrimoni i volen consagrar-se a la religió, visità, vestida de pelegrí, Terra Santa i Roma en pelegrinatge i recull nombroses relíquies que portarà al seu nou monestir. Malalta, viu retirada, reclosa i fent vida eremítica en una cambra emparedada d'on pot veure els sants oficis a l'església, i es lliura a la penitència, el dejuni i la pregària. Hi mor el 29 de gener de 1152 i és sebollida a San Miguel, on rep veneració des de llavors.
Bernardo de León, i molts santorals que el segueixen, indiquen que Radegunda fou l'última religiosa del monestir premonstratenc de San Pablo de Sordillos (província de Burgos), que s'extingí per la seva pobresa i passà a annexar-se al de San Miguel de Villamayor de Treviño. No obstant això, el monestir de Sordillos es va fundar en 1166 per allotjar les monges que procedien del monestir doble de Villamayor de Treviño, fundat en 1165 i del qual depenia. Viuria, per tant, al monestir de Sordillos, on hauria arribat des de Treviño.
Les dates, però, no concorden: si hagués mort en 1152, encara no s'havia fundat el monestir. El més probable és que es tractés d'una eremita que visqués en una cel·la o cambra, reclosa i lliurada a la penitència, vora l'església de Sordillos.

## Veneració
El seu record es va mantenir i en construir-se el monestir premostratenc, la seva devoció s'hi vinculà i hi quedà associada. El frare Valentín de la Cruz explica que el seu cos es venerava en una urna que servia de pedestal a una imatge de Santa Paulina, a l'església parroquial de Villamayor de Treviño. José María González Marrón, historiador local, diu que morí en 1152 i que fou sebollida a la parròquia, d'on anys després se'n tragueren les restes i es col·locaren en l'urna, juntament amb el got amb què bevia i un saler.
Un monòlit, situat al lloc on hi hagué el monestir de San Pablo, diu erròniament: "SANTA RADEGUNDIS VIVIÓ AQUÍ, ? 1152 / CONVENTO PREMONSTRA-/TENSE. S. PABLO", però no té en compte que el monestir encara no estava fundat.
Del monestir de Sordillos, avui resta l'església, convertida en parròquia del lloc.